# Jean-Baptiste Borel-Vernières
Jean-Baptiste Julien Borel-Vernières est un homme politique français né le 24 juillet 1765 à Brioude (Haute-Loire) et mort le 12 mars 1827 au même lieu.

## Biographie
Administrateur du département, conseiller municipal de Brioude et président du tribunal de commerce de la ville, il est élu député de la Haute-Loire au Conseil des Cinq-Cents le 24 germinal an VI.

## Sources
- « Jean-Baptiste Borel-Vernières », dans Adolphe Robert et Gaston Cougny, Dictionnaire des parlementaires français, Edgar Bourloton, 1889-1891 [détail de l’édition]